# Тёсово-Нетыльское сельское поселение
Тёсово-Нетыльское сельское поселение — муниципальное образование в Новгородском муниципальном районе Новгородской области России.
Административный центр — посёлок Тёсово-Нетыльский.

## География
Территория сельского поселения расположена на северо-западе Новгородской области, к северу от Великого Новгорода, в районе Тёсовских болот, в которых осуществляется добыча и переработка торфа. По территории муниципального образования проходят пути железнодорожной линии Новолисино — Великий Новгород.

## История
Тесово-Нетыльское сельское поселение было образовано в соответствии с законом Новгородской области от 1 апреля 2014 года № 533-ОЗ путём объединения Тёсово-Нетыльского городского поселения и Тёсовского городского поселения.

## Население
| 2014 | 2015  | 2016  | 2017  | 2021  |
| ---- | ----- | ----- | ----- | ----- |
| 4515 | ↘4437 | ↘4423 | ↘4380 | ↘3801 |

## Состав сельского поселения
| №  | Населённый пункт  | Тип населённого пункта          | Население |
| -- | ----------------- | ------------------------------- | --------- |
| 1  | Большое Замошье   | деревня                         | 11        |
| 2  | Вдицко            | деревня                         | 0         |
| 3  | Глухая Кересть    | деревня                         | 0         |
| 4  | Горенка           | деревня                         | 9         |
| 5  | Гузи              | деревня                         | 37        |
| 6  | Долгово           | деревня                         | 40        |
| 7  | Кересть           | посёлок                         | 158       |
| 8  | Клепцы            | деревня                         | 8         |
| 9  | Малое Замошье     | деревня                         | 1         |
| 10 | Огорелье          | деревня                         | 23        |
| 11 | Осия              | деревня                         | 63        |
| 12 | Поддубье          | деревня                         | 9         |
| 13 | Пятилипы          | деревня                         | 65        |
| 14 | Радони            | деревня                         | 6         |
| 15 | Раптица           | деревня                         | 5         |
| 16 | Село-Гора         | деревня                         | 284       |
| 17 | Татино            | деревня                         | 17        |
| 18 | Тёсово-Нетыльский | посёлок, административный центр | ↘2437     |
| 19 | Тёсовский         | посёлок                         | ↘787      |
| 20 | Финёв Луг         | деревня                         | 320       |
| 21 | Чауни             | деревня                         | 9         |